# Ripollet
Ripollet é um município da Espanha, na comarca do Vallès Occidental, província de Barcelona, comunidade autónoma da Catalunha. Tem 4,39 km² de área e em 2021 tinha 39 139 habitantes (densidade: 8 915,5 hab./km²).